# Квадрат
Квадрат је математички појам присутан у геометрији и алгебри. У геометрији је то геометријска фигура у равни састављена од једнаке четири странице и угла. Он је правилан четвороугао, паралелограм. Темена се означавају великим словима A, B, C, D, страница малим словом а, дијагонала малим словом d. То је једини правилан многоугао чији су унутрашњи угао, централни угао и спољашњи угао једнаки (90°), а чије су дијагонале једнаке по дужини.

## Особине квадрата
Особине квадрата су:
- све странице су једнаке
- сви углови су прави
- дијагонале су једнаке, полове се и секу под правим углом
- дужина дијагонале је {\displaystyle d=a{\sqrt {2}}}
- обим квадрата је {\displaystyle O=4\cdot a}
- површина квадрата је {\displaystyle P=a^{2}={\frac {d^{2}}{2}}}
- полупречник уписаног круга је {\displaystyle r={\frac {a}{2}}}, а полупречник описаног је {\displaystyle R={\frac {\ {d}}{2}}}

### Обим и површина
Обим квадрата чије четири странице имају дужину {\displaystyle \ell } је
{\displaystyle P=4\ell }
а површина A је
{\displaystyle A=\ell ^{2}.}
Пошто је четири на квадрат једнако шеснаест, квадрат четири са четири има површину једнаку његовом периметру. Једини други четвороугао са таквим својством је правоугаоник три са шест.
У класично доба, други степен је описан у смислу површине квадрата, као у горњој формули. То је довело до употребе термина квадрат да значи подизање на други степен.
Површина се такође може израчунати коришћењем дијагонале 'd према
{\displaystyle A={\frac {d^{2}}{2}}.}
У смислу полупречника круга R, површина квадрата је
{\displaystyle A=2R^{2};}
пошто је површина круга {\displaystyle \pi R^{2},} квадрат испуњава {\displaystyle 2/\pi \approx 0.6366} његовог описаног круга.
У смислу радијуса r, површина квадрата је
{\displaystyle A=4r^{2};}
стога је површина уписаног круга {\displaystyle \pi /4\approx 0.7854} површине квадрата.
Пошто је то правилан многоугао, квадрат је четвороугао најмањег периметра који обухвата дату област. Двоструко, квадрат је четвороугао који садржи највећу површину унутар датог периметра. Заиста, ако су A и P површина и обим затворени четвороуглом, онда важи следећа изопериметријска неједнакост:
{\displaystyle 16A\leq P^{2}}
са једнакошћу ако и само ако је четвороугао квадрат.

### Друге чињенице
- Дијагонале квадрата су {\displaystyle {\sqrt {2}}} (око 1,414) пута дужине странице квадрата. Ова вредност, позната као квадратни корен од 2 или Питагорина константа,[2] била је први број за који је доказано да је ирационалан.
- Квадрат се такође може дефинисати као паралелограм са једнаким дијагоналама које деле углове.
- Ако је фигура правоугаоник (прави углови) и ромб (једнаке дужине ивица), онда је она квадрат.
- Квадрат има већу површину од било ког другог четвороугла са истим обимом.[8]
- Квадратна плочица је једна од три правилне плочице на равни (остале су једнакостранични троугао и правилан шестоугао).
- Квадрат је у две породице политопа у две димензије: хиперкоцка и укрштени политоп. Шлафлијев симбол за квадрат је {4}.
- Квадрат је веома симетричан објекат. Постоје четири линије рефлексијске симетрије и има ротациону симетрију реда 4 (кроз 90°, 180° и 270°). Његова група симетрије је диедрална група  D4.
- Квадрат се може уписати у било који правилан многоугао. Једини други полигон са овим својством је једнакостранични троугао.
- Ако уписани круг квадрата ABCD има додирне тачке E на AB, F на BC, G на CD, и H на DA, онда за било коју тачку P на уписаној кружници важи,[9]

{\displaystyle 2(PH^{2}-PE^{2})=PD^{2}-PB^{2}.}
- Ако је {\displaystyle d_{i}} растојање од произвољне тачке у равни до i-тог темена квадрата и {\displaystyle R} је полупречник круга квадрата, онда је[10]

{\displaystyle {\frac {d_{1}^{4}+d_{2}^{4}+d_{3}^{4}+d_{4}^{4}}{4}}+3R^{4}=\left({\frac {d_{1}^{2}+d_{2}^{2}+d_{3}^{2}+d_{4}^{2}}{4}}+R^{2}\right)^{2}.}
- Ако су {\displaystyle L} и {\displaystyle d_{i}} растојања од произвољне тачке у равни до средишта квадрата и његова четири темена респективно, онда је[11]

{\displaystyle d_{1}^{2}+d_{3}^{2}=d_{2}^{2}+d_{4}^{2}=2(R^{2}+L^{2})}
и
{\displaystyle d_{1}^{2}d_{3}^{2}+d_{2}^{2}d_{4}^{2}=2(R^{4}+L^{4}),}
где је {\displaystyle R} полупречник круга квадрата.

## Координате и једначине
Координате за темена квадрата са вертикалним и хоризонталним страницама, са центром у координатном почетку и са дужином странице 2 су (±1, ±1), док унутрашњост овог квадрата чине све тачке (xi, yi) са −1 < xi < 1 и −1 < yi < 1. Једначина
{\displaystyle \max(x^{2},y^{2})=1}
одређује границу овог квадрата. Ова једначина значи „x2 или y2, које год је веће, једнако је 1.” Полупречник круга овог квадрата (полупречник круга повучен кроз врхове квадрата) је половина дијагонале квадрата и једнак је {\displaystyle {\sqrt {2}}.} Тада описани круг има једначину
{\displaystyle x^{2}+y^{2}=2.}
Алтернативно, једначина
{\displaystyle \left|x-a\right|+\left|y-b\right|=r.}
такође се може користити за описивање границе квадрата са координатама центра (a, b), и хоризонталним или вертикалним полупречником r. Квадрат је стога облик тополошке лопте према L1 метрици удаљености.